# MetaTrader
MetaTrader 4, también conocida como MT4, es una plataforma de comercio electrónico ampliamente utilizada por comerciantes minoristas especulativos de divisas en línea. Fue desarrollado por MetaQuotes Software y lanzado en 2005. El software tiene licencia para corredores de divisas que lo proporcionan a sus clientes. El software consta de un componente de cliente y uno de servidor. El componente del servidor lo ejecuta el corredor y el de cliente se proporciona a los clientes del corredor, quienes lo utilizan para ver precios y gráficos en vivo, realizar pedidos y administrar sus cuentas.
El cliente es una aplicación basada en Microsoft Windows que se hizo popular principalmente debido a la capacidad de los usuarios de escribir sus propios scripts comerciales y robots que podrían automatizar las operaciones. En 2010, MetaQuotes lanzó un sucesor, MetaTrader 5. Sin embargo, la adopción fue lenta y, en abril de 2013, la mayoría de los brokers todavía utilizaban MT4. Si bien no existe una versión oficial de MetaTrader 4 disponible para Mac OS, algunos corredores ofrecen sus propias variantes de MT4 desarrolladas a medida para Mac OS.
Metatrader también está disponible para dispositivos móviles y es compatible con Android, iOS y Windows Mobile.

## Historia
Entre 2007 y 2010, varias casas de bolsa agregaron la plataforma MT4 como una alternativa opcional a su software comercial existente debido a su popularidad entre los comerciantes y la gran cantidad de scripts y asesores de terceros.
En 2013 y 2014, el lenguaje de programación MQL4 fue completamente revisado y finalmente alcanzó el nivel de MQL5. A partir de la versión 600.
Aunque MT5 se introdujo en 2009, según un estudio realizado en septiembre de 2019, MetaTrader 4 seguía siendo la plataforma de operaciones Forex más popular del mundo en ese momento.

## Funcionalidad

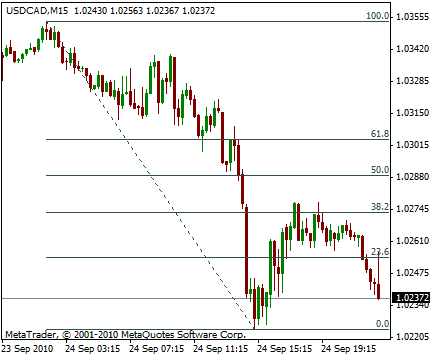
Grafica MT4

La terminal incluye un editor y compilador integrados con acceso a una biblioteca gratuita de software. El software utiliza el lenguaje MQL4/MQL5, que permite a los operadores desarrollar asesores expertos, indicadores personalizados y secuencias de comandos. La popularidad de MetaTrader se debe en gran medida a su apoyo al comercio algorítmico.